# Kermajärvi
Kermajärvi är en sjö i Finland. Den ligger i kommunen Heinävesi i landskapet Södra Savolax, i den sydöstra delen av landet, 300 km nordost om huvudstaden Helsingfors. Kermajärvi ligger 80,1 meter över havet. Den är 56,07 meter djup. Arean är 85,57 kvadratkilometer och strandlinjen är 452,55 kilometer lång. Sjön  ingår i Vuoksens huvudavrinningsområde.   I omgivningarna runt Kermajärvi växer i huvudsak blandskog. Den sträcker sig 15,5 kilometer i nord-sydlig riktning, och 22,1 kilometer i öst-västlig riktning.
Följande samhällen ligger vid Kermajärvi:
- Heinävesi (4 457 invånare)

I övrigt finns följande vid Kermajärvi:
- Karvion Kanava (en kanal)
- Kerman Kanava (en kanal)
- Vihovuonne Kanava (en kanal)

## Öar i Kermajärvi
Se även: Kategori:Öar i Kermajärvi
- Hentulansaari (en ö), 62°28′21″N 28°42′25″Ö / 62.4724°N 28.7069°Ö
- Tulisaari (ö i Södra Savolax, Nyslott, lat 62,44, long 28,57) (en ö), 62°26′20″N 28°34′26″Ö / 62.4388°N 28.574°Ö
- Haapasaari (ö i Södra Savolax, Nyslott, lat 62,44, long 28,57) (en ö), 62°26′28″N 28°34′08″Ö / 62.4412°N 28.569°Ö
- Taavetinluoto (en ö), 62°26′23″N 28°35′45″Ö / 62.4396°N 28.5957°Ö
- Kinkku (en ö), 62°27′02″N 28°36′36″Ö / 62.4506°N 28.61°Ö
- Myhkyri (ö i Södra Savolax, Nyslott, lat 62,45, long 28,63) (en ö), 62°27′07″N 28°37′37″Ö / 62.4519°N 28.627°Ö
- Savisaaret (ö i Södra Savolax, Nyslott, lat 62,46, long 28,63) (en ö), 62°27′19″N 28°37′39″Ö / 62.4552°N 28.6276°Ö
- Kirkkosaari (ö i Södra Savolax, Nyslott, lat 62,45, long 28,63) (en ö), 62°27′07″N 28°38′06″Ö / 62.452°N 28.6349°Ö
- Iso Mäntysaari (ö i Södra Savolax, Nyslott, lat 62,47, long 28,63) (en ö), 62°27′59″N 28°38′05″Ö / 62.4663°N 28.6348°Ö
- Muuraissaaret (ö i Södra Savolax, Nyslott, lat 62,47, long 28,61) (en ö), 62°28′01″N 28°36′40″Ö / 62.4669°N 28.611°Ö
- Honkaniemennenä (en ö), 62°26′43″N 28°35′10″Ö / 62.4454°N 28.5862°Ö
- Ruohoperänsaaret (en ö), 62°27′05″N 28°34′55″Ö / 62.4514°N 28.582°Ö
- Kaarlonsaaret (en ö), 62°27′47″N 28°34′21″Ö / 62.463°N 28.5725°Ö
- Ukko-Kaarlo (en ö), 62°27′46″N 28°34′21″Ö / 62.4627°N 28.5726°Ö
- Akka (ö) (en ö), 62°27′50″N 28°34′26″Ö / 62.4639°N 28.574°Ö
- Korpisaari (ö i Finland, Södra Savolax, Nyslott, lat 62,47, long 28,58) (en ö), 62°27′57″N 28°34′57″Ö / 62.4659°N 28.5825°Ö
- Sammakko (ö i Finland) (en ö), 62°27′48″N 28°35′34″Ö / 62.4632°N 28.5929°Ö
- Vuori-Kumpunen (en ö), 62°27′35″N 28°35′51″Ö / 62.4598°N 28.5974°Ö
- Keski-Kumpunen (en ö), 62°27′30″N 28°35′45″Ö / 62.4583°N 28.5959°Ö
- Iso-Kumpunen (ö i Södra Savolax) (en ö), 62°27′26″N 28°35′31″Ö / 62.4573°N 28.5919°Ö
- Kumpusaaret (ö i Södra Savolax) (en ö), 62°27′24″N 28°35′41″Ö / 62.4568°N 28.5946°Ö
- Kallio-Pesäsaari (en ö), 62°27′44″N 28°34′58″Ö / 62.4621°N 28.5829°Ö
- Lehto-Pesäsaari (en ö), 62°27′40″N 28°35′01″Ö / 62.4611°N 28.5837°Ö
- Käpysaari (ö i Södra Savolax, Nyslott, lat 62,46, long 28,59) (en ö), 62°27′39″N 28°35′14″Ö / 62.4608°N 28.5871°Ö
- Romusaari (ö i Södra Savolax, Nyslott) (en ö), 62°27′28″N 28°36′36″Ö / 62.4579°N 28.61°Ö
- Tulisaaret (ö i Södra Savolax, Nyslott) (en ö), 62°29′43″N 28°32′09″Ö / 62.4953°N 28.5358°Ö
- Karhunpää (ö i Södra Savolax, Nyslott) (en ö), 62°29′37″N 28°32′16″Ö / 62.4936°N 28.5378°Ö
- Mustasaaret (ö i Södra Savolax) (en ö), 62°30′40″N 28°31′22″Ö / 62.511°N 28.5228°Ö
- Jänissaari (ö i Finland, Södra Savolax, Nyslott, lat 62,52, long 28,51) (en ö), 62°31′09″N 28°30′30″Ö / 62.5191°N 28.5082°Ö
- Varkaansaari (ö i Södra Savolax) (en ö), 62°31′24″N 28°30′57″Ö / 62.5233°N 28.5157°Ö
- Torkonsaari (ö i Södra Savolax) (en ö), 62°31′49″N 28°30′33″Ö / 62.5303°N 28.5092°Ö
- Jortinsaari (en ö), 62°28′49″N 28°34′27″Ö / 62.4803°N 28.5741°Ö
- Niskasaari (ö i Södra Savolax) (en ö), 62°28′53″N 28°34′44″Ö / 62.4815°N 28.5789°Ö
- Laakkonen (ö i Södra Savolax) (en ö), 62°29′02″N 28°34′19″Ö / 62.4838°N 28.572°Ö
- Saunasaaret (ö i Södra Savolax, Nyslott, lat 62,49, long 28,57) (en ö), 62°29′12″N 28°34′19″Ö / 62.4868°N 28.572°Ö
- Sammalsaari (ö i Södra Savolax, Nyslott, lat 62,48, long 28,59) (en ö), 62°28′48″N 28°35′15″Ö / 62.4801°N 28.5875°Ö
- Suomenlukko (en ö), 62°28′32″N 28°35′16″Ö / 62.4755°N 28.5879°Ö
- Kalliosaari (ö i Södra Savolax, Nyslott, lat 62,47, long 28,59) (en ö), 62°28′22″N 28°35′13″Ö / 62.4729°N 28.587°Ö
- Satulasaaret (ö i Nyslott) (en ö), 62°28′15″N 28°35′07″Ö / 62.4709°N 28.5852°Ö
- Hiukeinen (en ö), 62°28′18″N 28°35′37″Ö / 62.4716°N 28.5936°Ö
- Pieni-Kytö (en ö), 62°28′34″N 28°36′36″Ö / 62.4762°N 28.6099°Ö
- Iso-Kytönen (ö, lat 62,48, long 28,61) (en ö), 62°28′57″N 28°36′33″Ö / 62.4826°N 28.6093°Ö
- Pieni Mäntysaari (ö i Södra Savolax, Nyslott, lat 62,47, long 28,63) (en ö), 62°28′13″N 28°37′30″Ö / 62.4702°N 28.6251°Ö
- Havukkasaari (ö i Södra Savolax) (en ö), 62°30′23″N 28°32′42″Ö / 62.5063°N 28.5449°Ö
- Hautasaari (ö i Heinävesi, Kermajärvi) (en ö), 62°30′04″N 28°32′46″Ö / 62.501°N 28.546°Ö
- Likosaari (ö i Södra Savolax, Nyslott, lat 62,50, long 28,54) (en ö), 62°30′00″N 28°32′34″Ö / 62.5001°N 28.5428°Ö
- Ollinsaaret (ö i Södra Savolax) (en ö), 62°30′04″N 28°33′32″Ö / 62.5012°N 28.5588°Ö
- Viitasaari (ö i Södra Savolax, Nyslott, lat 62,49, long 28,56) (en ö), 62°29′39″N 28°33′18″Ö / 62.4942°N 28.5551°Ö
- Laukansaari (ö i Södra Savolax, Nyslott, lat 62,52, long 28,54) (en ö), 62°31′07″N 28°32′38″Ö / 62.5185°N 28.5439°Ö
- Martinsaari (ö i Södra Savolax, Nyslott, lat 62,42, long 28,73) (en ö), 62°24′58″N 28°43′47″Ö / 62.4162°N 28.7297°Ö
- Tulirauta (ö i Södra Savolax) (en ö), 62°25′27″N 28°43′17″Ö / 62.4242°N 28.7215°Ö
- Pääskisaari (en ö), 62°25′59″N 28°41′21″Ö / 62.4331°N 28.6891°Ö
- Hautasaari (ö i Heinävesi, Kermanselkä) (en ö), 62°25′50″N 28°41′52″Ö / 62.4306°N 28.6978°Ö
- Ukon Hoikka (en ö), 62°26′46″N 28°43′56″Ö / 62.4462°N 28.7321°Ö
- Syrjäsaari (ö i Södra Savolax, Nyslott) (en ö), 62°27′57″N 28°41′20″Ö / 62.4659°N 28.6889°Ö
- Kontiosaari (ö i Finland, Södra Savolax, Nyslott, lat 62,46, long 28,72) (en ö), 62°27′24″N 28°43′07″Ö / 62.4568°N 28.7187°Ö
- Kirkkosaaret (ö i Södra Savolax, Nyslott, lat 62,46, long 28,71) (en ö), 62°27′39″N 28°42′47″Ö / 62.4607°N 28.713°Ö
- Luhtakannansaari (en ö), 62°27′48″N 28°43′56″Ö / 62.4634°N 28.7321°Ö
- Linjasaari (en ö), 62°27′16″N 28°42′31″Ö / 62.4545°N 28.7085°Ö
- Näätänsaari (en ö), 62°28′00″N 28°40′47″Ö / 62.4667°N 28.6797°Ö
- Myhkyräsaaret (en ö), 62°27′39″N 28°40′51″Ö / 62.4607°N 28.6808°Ö
- Selän Hoikat (en ö), 62°25′15″N 28°45′27″Ö / 62.4209°N 28.7574°Ö
- Marinsaari (ö i Södra Savolax, Nyslott, lat 62,41, long 28,75) (en ö), 62°24′22″N 28°45′15″Ö / 62.4061°N 28.7543°Ö
- Tyräsaari (ö i Södra Savolax, Nyslott, lat 62,40, long 28,77) (en ö), 62°24′15″N 28°46′21″Ö / 62.4042°N 28.7724°Ö
- Kaapronsaaret (en ö), 62°24′31″N 28°47′03″Ö / 62.4086°N 28.7841°Ö
- Selkäsaari (ö i Södra Savolax, Nyslott, lat 62,42, long 28,77) (en ö), 62°25′07″N 28°46′21″Ö / 62.4187°N 28.7724°Ö
- Korpisaari (ö i Finland, Södra Savolax, Nyslott, lat 62,42, long 28,80) (en ö), 62°24′55″N 28°48′11″Ö / 62.4153°N 28.803°Ö
- Savisaaret (ö i Södra Savolax, Nyslott, lat 62,41, long 28,81) (en ö), 62°24′46″N 28°48′49″Ö / 62.4127°N 28.8135°Ö
- Nimetönsaari (ö i Södra Savolax, Nyslott) (en ö), 62°23′59″N 28°45′23″Ö / 62.3998°N 28.7565°Ö
- Pennansaari (en ö), 62°23′48″N 28°45′55″Ö / 62.3966°N 28.7652°Ö
- Ketvele (ö i Södra Savolax, Nyslott, lat 62,46, long 28,75) (en ö), 62°27′27″N 28°44′56″Ö / 62.4574°N 28.7488°Ö
- Räkäsaari (en ö), 62°27′40″N 28°44′32″Ö / 62.4611°N 28.7421°Ö
- Kurjenvarvas (en ö), 62°27′19″N 28°44′29″Ö / 62.4553°N 28.7413°Ö
- Majasaari (ö i Södra Savolax, Nyslott, lat 62,43, long 28,83) (en ö), 62°25′52″N 28°49′49″Ö / 62.4311°N 28.8302°Ö
- Lintusaaret (ö i Södra Savolax, Nyslott, lat 62,43, long 28,81) (en ö), 62°25′54″N 28°48′41″Ö / 62.4317°N 28.8113°Ö
- Niinikko (ö, lat 62,44, long 28,79) (en ö), 62°26′22″N 28°47′15″Ö / 62.4395°N 28.7876°Ö
- Haukkasaari (ö i Finland, Södra Savolax, Nyslott, lat 62,43, long 28,79) (en ö), 62°25′34″N 28°47′12″Ö / 62.4261°N 28.7866°Ö
- Puumalansaari (ö i Södra Savolax) (en ö), 62°25′52″N 28°47′29″Ö / 62.431°N 28.7913°Ö
- Ukonsaaret (ö i Södra Savolax) (en ö), 62°26′24″N 28°45′26″Ö / 62.4399°N 28.7571°Ö
- Muuraissaari (ö i Södra Savolax, Nyslott, lat 62,44, long 28,77) (en ö), 62°26′19″N 28°46′22″Ö / 62.4385°N 28.7728°Ö
- Iso Hautasaari (ö i Södra Savolax) (en ö), 62°26′48″N 28°45′55″Ö / 62.4466°N 28.7652°Ö
- Pieni Hautasaari (ö i Södra Savolax) (en ö), 62°26′34″N 28°46′46″Ö / 62.4428°N 28.7795°Ö
- Pönttöluodot (ö i Södra Savolax, Nyslott, lat 62,48, long 28,71) (en ö), 62°29′04″N 28°42′36″Ö / 62.4844°N 28.7101°Ö
- Koirasaaret (ö i Södra Savolax, Nyslott) (en ö), 62°29′22″N 28°41′18″Ö / 62.4894°N 28.6883°Ö
- Ruunasaaret (ö i Södra Savolax, Nyslott, lat 62,48, long 28,68) (en ö), 62°29′06″N 28°40′55″Ö / 62.4849°N 28.6819°Ö
- Kummelisaari (ö i Södra Savolax, Nyslott, lat 62,49, long 28,68) (en ö), 62°29′27″N 28°40′37″Ö / 62.4907°N 28.677°Ö
- Kieräsaari (ö i Södra Savolax) (en ö), 62°29′35″N 28°40′13″Ö / 62.493°N 28.6703°Ö
- Vahtisaari (ö i Södra Savolax, Nyslott, lat 62,50, long 28,66) (en ö), 62°29′55″N 28°39′35″Ö / 62.4987°N 28.6598°Ö
- Lehtosaari (ö i Södra Savolax, Nyslott, lat 62,50, long 28,64) (en ö), 62°30′02″N 28°38′31″Ö / 62.5006°N 28.6419°Ö
- Kellosaari (ö i Södra Savolax, Nyslott) (en ö), 62°29′01″N 28°40′30″Ö / 62.4835°N 28.675°Ö
- Piikasaaret (ö i Södra Savolax) (en ö), 62°28′41″N 28°43′07″Ö / 62.4781°N 28.7186°Ö
- Atinsaari (en ö), 62°28′51″N 28°42′53″Ö / 62.4807°N 28.7148°Ö
- Pyylinsaaret (en ö), 62°28′53″N 28°38′23″Ö / 62.4815°N 28.6398°Ö
- Vasarasaari (en ö), 62°28′14″N 28°39′49″Ö / 62.4706°N 28.6637°Ö
- Petäjäsaari (ö i Finland, Södra Savolax, Nyslott, lat 62,47, long 28,69) (en ö), 62°28′19″N 28°41′16″Ö / 62.472°N 28.6877°Ö
- Jurvansaari (ö i Södra Savolax) (en ö), 62°28′34″N 28°40′30″Ö / 62.4762°N 28.6751°Ö
- Viitasaari (ö i Södra Savolax, Nyslott, lat 62,47, long 28,74) (en ö), 62°28′11″N 28°44′20″Ö / 62.4697°N 28.7389°Ö
- Honkasaari (ö i Finland, Södra Savolax, Nyslott, lat 62,47, long 28,74) (en ö), 62°28′29″N 28°44′18″Ö / 62.4747°N 28.7382°Ö
- Pöyrysaari (en ö), 62°28′37″N 28°44′36″Ö / 62.477°N 28.7434°Ö
- Läpisaaret (ö i Södra Savolax) (en ö), 62°28′26″N 28°45′09″Ö / 62.474°N 28.7524°Ö
- Hiirisaaret (ö i Södra Savolax) (en ö), 62°28′12″N 28°45′37″Ö / 62.47°N 28.7604°Ö
- Näkkisaari (en ö), 62°25′56″N 28°54′16″Ö / 62.4321°N 28.9044°Ö